# トレド
トレド（Toledo）はスペイン・カスティーリャ＝ラ・マンチャ州のムニシピオ（基礎自治体）。カスティーリャ＝ラ・マンチャ州の州都であり、トレド県（人口約60万人）の県都である。マドリードから南に71kmの距離で、タホ川に面する。
かつての西ゴート王国の首都であり、中世にはイスラム教・ユダヤ教・キリスト教の文化が交錯した地である。「町全体が博物館」と言われ、タホ川に囲まれた旧市街は世界遺産に登録されている。また、ルネサンス期のスペインを代表するギリシア人画家のエル・グレコが活躍した町としても有名。金銀細工の伝統工芸品「ダマスキナード」がある。

## 歴史
先史時代から人が住んでおり、ローマの領地となってからは「トレトゥム」と呼ばれた。西ゴート王国がイベリア半島を支配したのち、560年にアタナヒルド王によって首都とされた。トレドでは400年に第1回トレド教会会議が開かれていたが、西ゴート時代にもたびたび教会会議が開かれた。これによりトレド司教座の権威が高まり、イベリア半島全体の首座大司教座（トレド大司教）となった。
711年、ウマイヤ朝の指揮官ターリク・ブン・ジヤードによって征服され（グアダレーテの戦い）、イスラム支配下に入った。1031年に後ウマイヤ朝が崩壊すると、タイファ諸国の1つトレド王国の領域となった。1085年、カスティーリャ王国による長期の包囲ののちトレドは降伏し、アルフォンソ6世は5月26日にトレドに入城した。1086年10月23日にサグラハスの戦いでムラービト朝のユースフ・イブン・ターシュフィーンが率いるイスラム軍の救援部隊の前にアルフォンソ6世は敗走したものの、カスティーリャはムラービト朝の攻撃からトレドを守り抜いたため、トレド征服はレコンキスタの節目の1つとなっている。
歴代のトレド大司教は首座大司教の権利を他の大司教と争いながら、トレド教区の発展に尽くした。特に1209年から1247年まで大司教だったロドリゴ・ヒメネス・デ・ラダはレコンキスタとカスティーリャ文化の発展に生涯を捧げ、1212年のナバス・デ・トロサの戦いに向けてキリスト教諸国を和睦で結集させ自らも参戦、戦後もレコンキスタで占領した土地をトレドに組み入れ、モスクを教会に転用する活動も行った。文化面でも功績を残し、トレド翻訳学派と呼ばれる学者集団を支援、古代文献をアラビア語からラテン語に翻訳する彼等の活動を奨励、自らも1226年にトレド大聖堂建設を始め、1243年に年代記『ゴート史』を書き残した。
12世紀から13世紀に活動したトレド翻訳学派は他宗派の学者集団からなり、イスラム教徒、ユダヤ教徒、キリスト教徒の共同作業によって、古代ギリシア・ローマの哲学・神学・科学の文献がアラビア語からラテン語に翻訳された。この成果が中世西ヨーロッパの12世紀ルネサンスに大きな刺激を与えた。とりわけ、トレド出身であるカスティーリャ王アルフォンソ10世はラダに続いて翻訳を奨励、アラビア語のラテン語翻訳からカスティーリャ語（現在のスペイン語）翻訳に移り変わり、後にカスティーリャ語が公用語に定着していった。トレド翻訳学派の拠点はアルフォンソ10世の支援で広がり、セビリア、ムルシアにも翻訳研究の学校が設立された。
トレドは鉄製品、特に剣の生産で有名となり、現在でもナイフなど鉄器具の製造の中心地である。トレド征服以降、カスティーリャ王国やスペイン王国は定まった首都を持たず、トレドは一時的な宮廷の所在地であった。1561年、フェリペ2世がトレドからマドリードに宮廷を移すと、マドリードが首都として確定し、トレドはゆるやかに衰退を始め、現在に至っている。

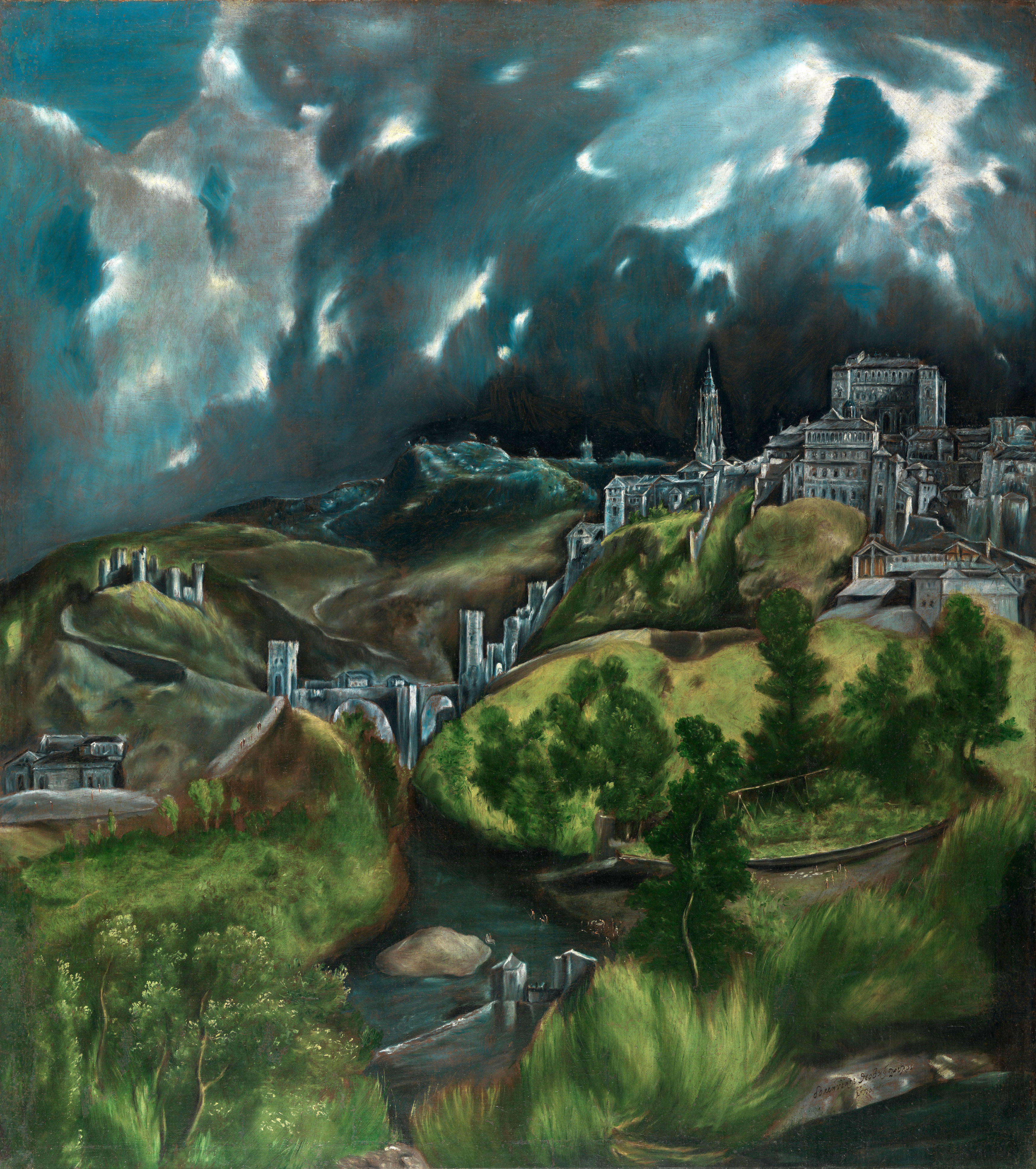
エル・グレコによる『トレドの情景』

1577年ごろギリシア人の画家エル・グレコがトレドに定住し、1614年に没するまで数々の傑作を残した。19世紀以降にエル・グレコは重要な画家として再発見され、現在ではトレドとエル・グレコは結び付けられて語られるようになった。
トレドのアルカサルは、19世紀から20世紀には有名な軍学校として使われた。1936年、スペイン内戦の初期に、共和国軍によってフランコ軍の守備隊に対するアルカサル攻囲戦（en）が行われた。

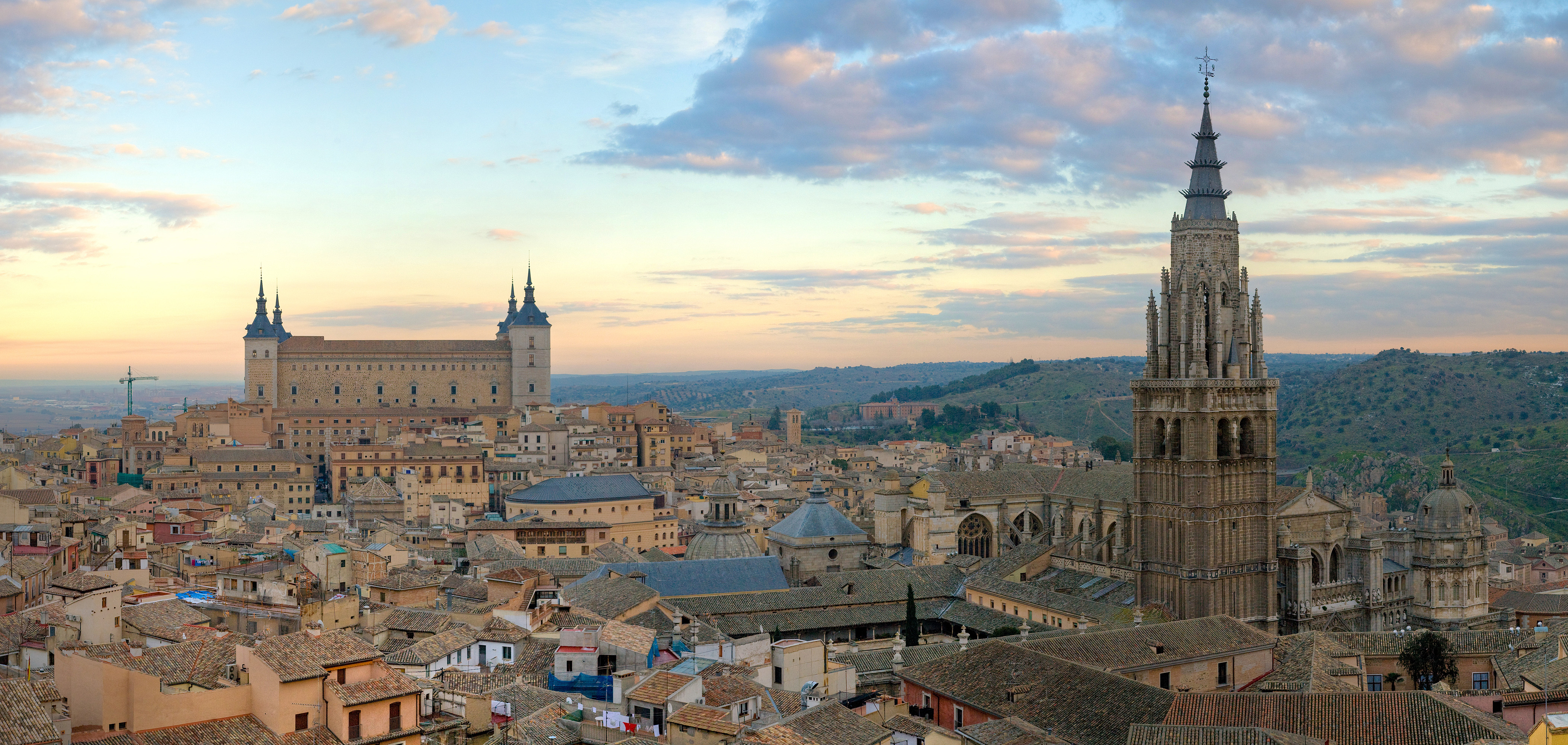
トレド全景

## 人口
| トレドの人口推移 1900－2010                             |
|                                                         |
| 出典:INE（スペイン国立統計局）1900年 - 1991年、1996年 - |

## 名所

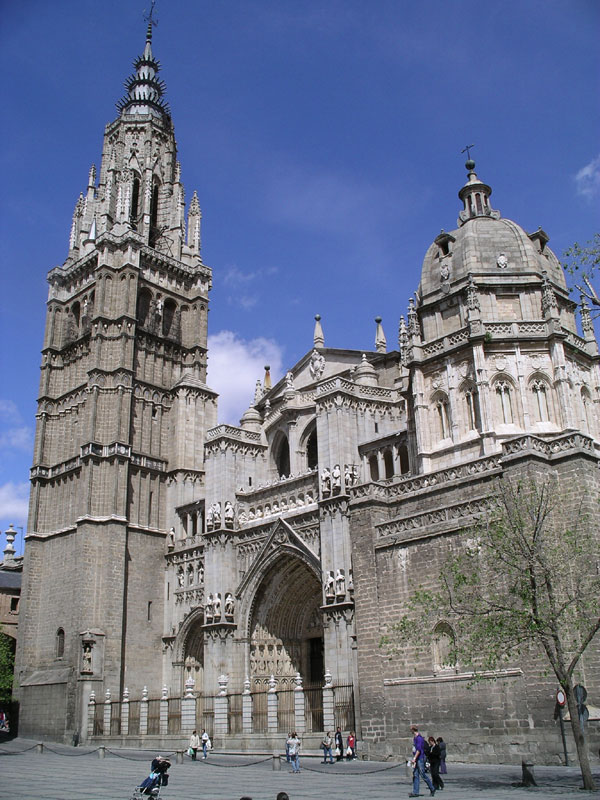
トレド大聖堂

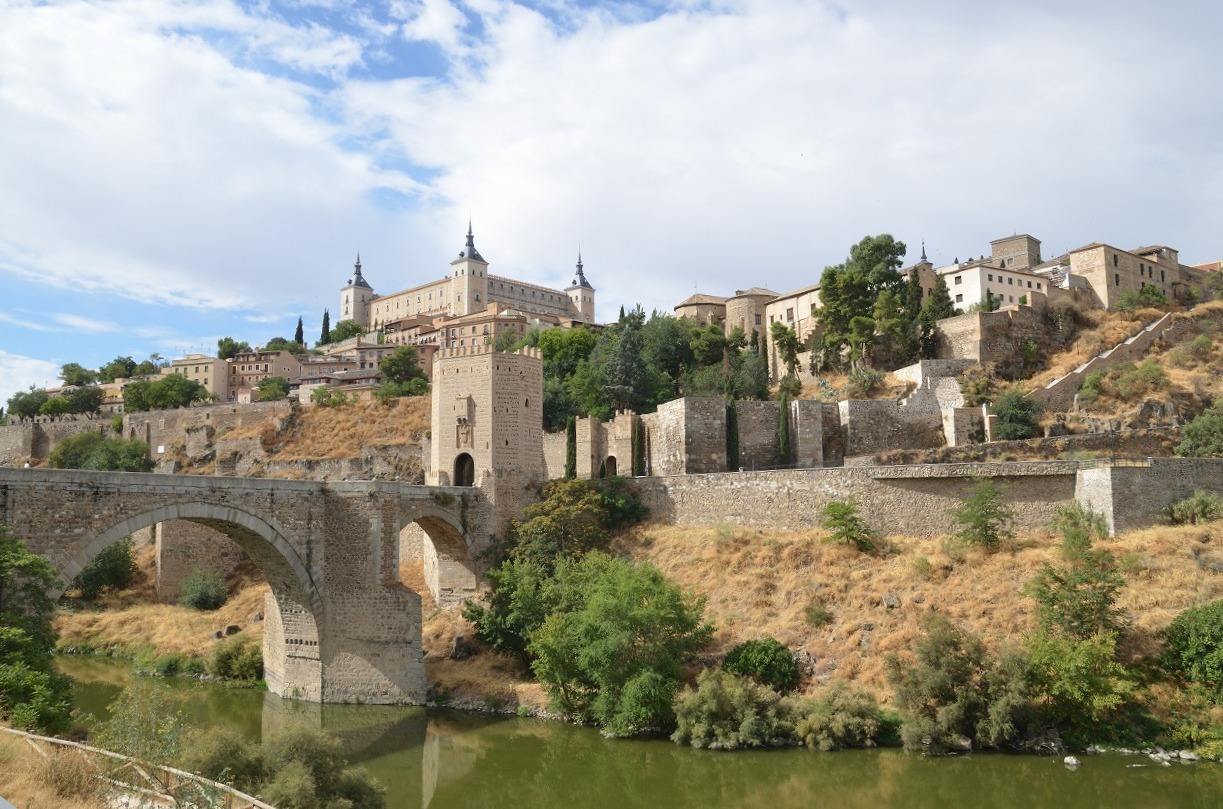
アルカサル（橋上方）

- トレド大聖堂 - 1226年にフェルナンド3世の命により建築が開始され、1493年に完成したゴシック様式のカテドラル。聖具室にはエル・グレコの『聖衣剥奪』や『十二使徒』などの絵画が飾られている。
- アルカサル - ローマ時代に宮殿があった場所で、アルフォンソ6世やアルフォンソ10世の時代に改築され、16世紀に今の形になった。
- エル・グレコ美術館（Museo de El Greco） - エル・グレコのアトリエが再現されている。『トレドの景観と地図』などの作品が展示されている。
- サント・トメ教会（Iglesia de Santo Tomé） - モスクを14世紀に改装したもの。エル・グレコの代表作『オルガス伯の埋葬』を所蔵している。
- トランシト教会（Sinagoga del Tránsito） - 14世紀に建てられたムデハル様式のシナゴーグ。現在はセファルディム博物館となっている。
- サンタ・マリーア・ラ・ブランカ教会 （Santa María la Blanca） - トランシト教会と同様にムデハル様式のシナゴーグ。12～13世紀に建てられた。馬蹄型アーチなどイスラム建築の様式を示す。
- サン・フアン・デ・ロス・レージェス修道院 （Monasterio de San Juan de los Reyes）  - 15世紀末、トロの戦いの勝利を記念してカトリック両王の命で建てられた。ゴシックとムデハル様式が混合したイサベル様式の典型。
- エル・クリスト・デ・ラ・ルス（Cristo de la Luz） - 1000年ごろに建てられたモスク「ビーブ・マルドン」がキリスト教の「光のキリスト聖堂」に転用されたもの。
- サンタ・クルス美術館（Museo de Santa Cruz） - 元はイサベル1世が完成させた慈善施設。エル・グレコの『聖母被昇天』などが展示されている。
- タベーラ病院（Hospital de Tavera） - 内部には教会や美術館がある。エル・グレコの作品がいくつも展示されている。名称は建設を命じた枢機卿のち大司教にちなむ[11]。
- プエルタ・デル・ソル（Puerta del Sol、太陽の門） - 13世紀のムデハル建築。
- ローマ劇場跡 - 壁外にあり、現在は公園。ローマ帝国の中でも最大級と紹介されている[12]。

## 世界遺産
1986年、トレド大聖堂など旧市街全域が古都トレドとしてユネスコの世界遺産（文化遺産）に登録された。現代化をまぬがれ、古代ローマから西ゴート王国、後ウマイヤ朝、スペイン黄金時代といった2千年紀にわたる文明の痕跡を残していること、ユダヤ教、キリスト教、イスラム教による異文化の混合がムデハル建築に示されていることなどが評価された（ICOMOSの勧告書）。

### 登録基準
この世界遺産は世界遺産登録基準のうち、以下の条件を満たし、登録された（以下の基準は世界遺産センター公表の登録基準からの翻訳、引用である）。
- (1) 人類の創造的才能を表現する傑作。
- (2) ある期間を通じてまたはある文化圏において、建築、技術、記念碑的芸術、都市計画、景観デザインの発展に関し、人類の価値の重要な交流を示すもの。
- (3) 現存するまたは消滅した文化的伝統または文明の、唯一のまたは少なくとも稀な証拠。
- (4) 人類の歴史上重要な時代を例証する建築様式、建築物群、技術の集積または景観の優れた例。

## 交通
マドリードから中距離高速鉄道AVANTが直通しており、30分で結ばれる。1日約10便。

## 姉妹都市
- 奈良市、日本
- トリード、アメリカ合衆国
- アーヘン、ドイツ
- コンヤ、トルコ
- ハバナ、キューバ
- エルサレム、イスラエル
- ヴェリコ・タルノヴォ、ブルガリア
- ポズナン、ポーランド

## ギャラリー

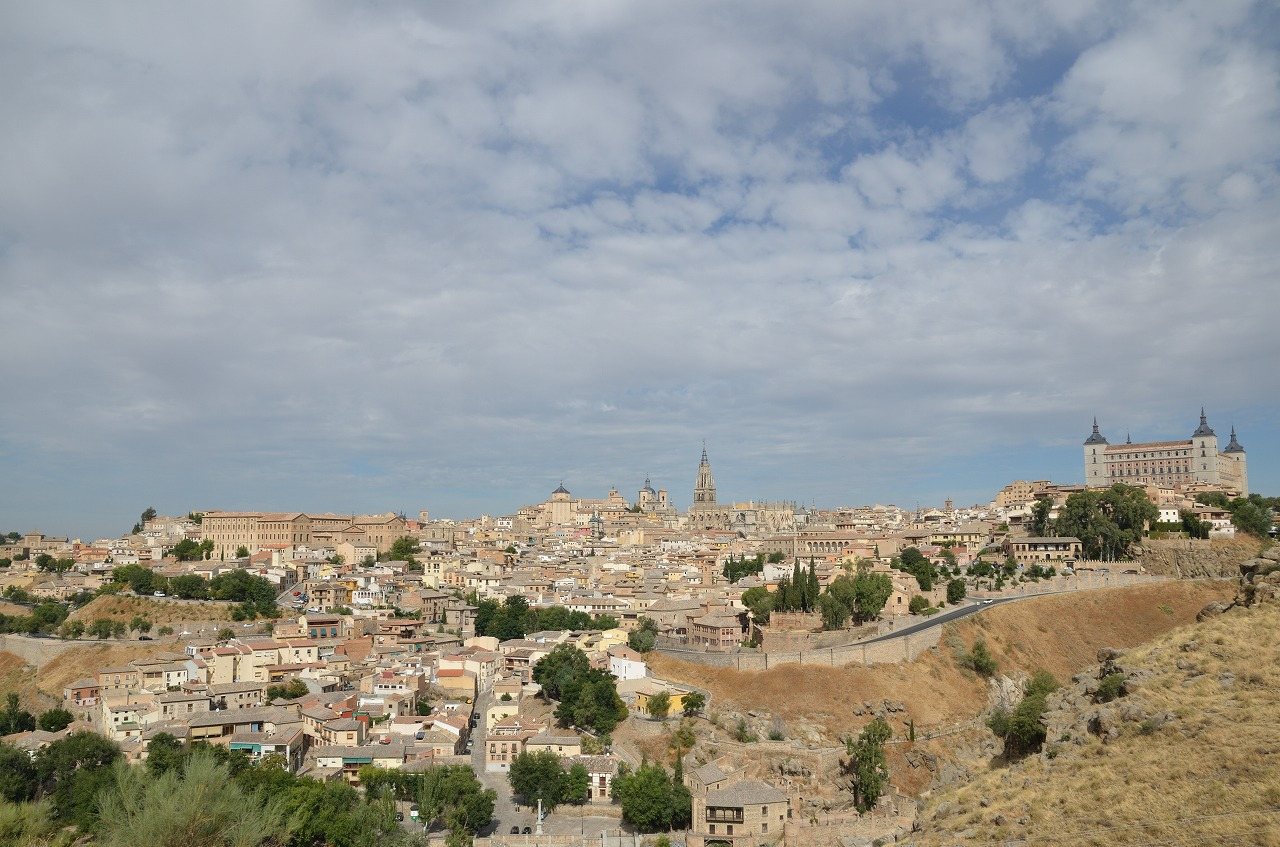
トレド全景
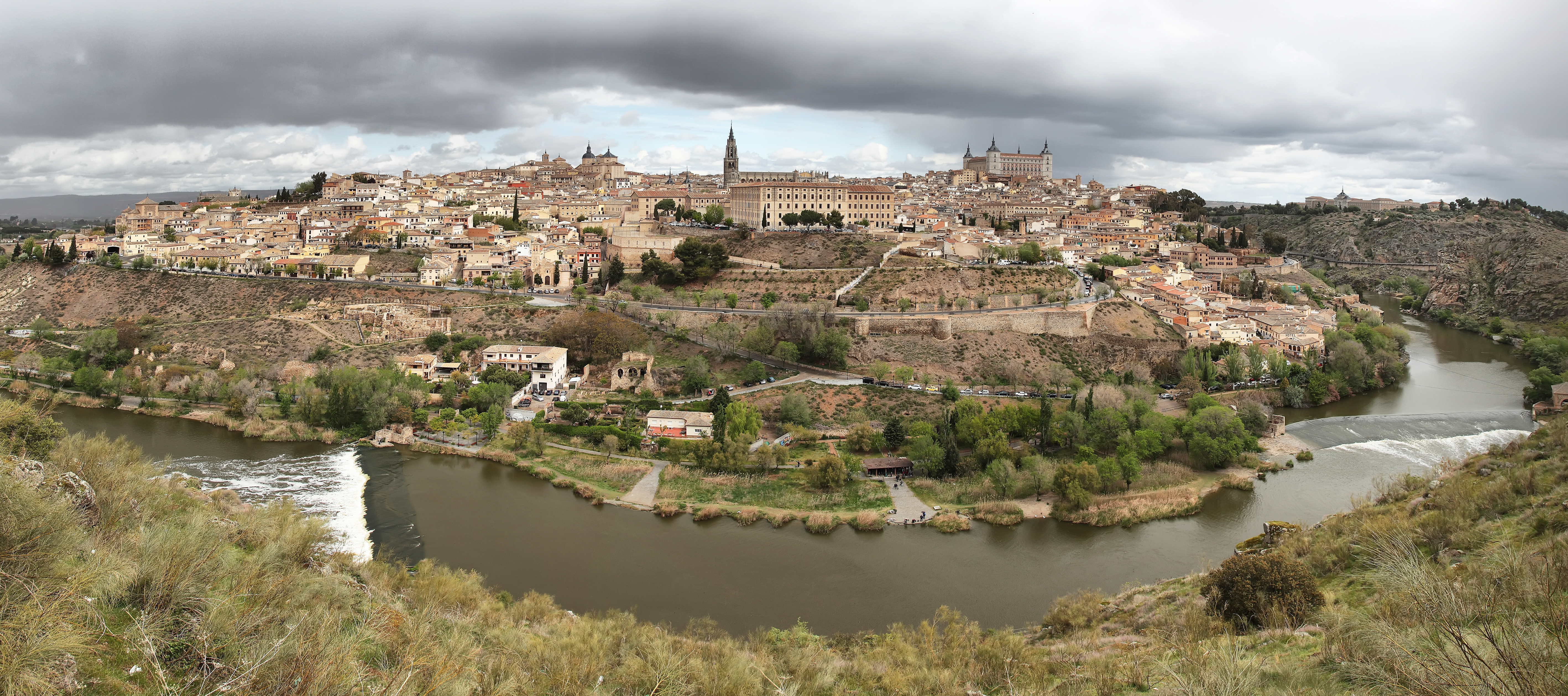
街の周囲をタホ川が流れる
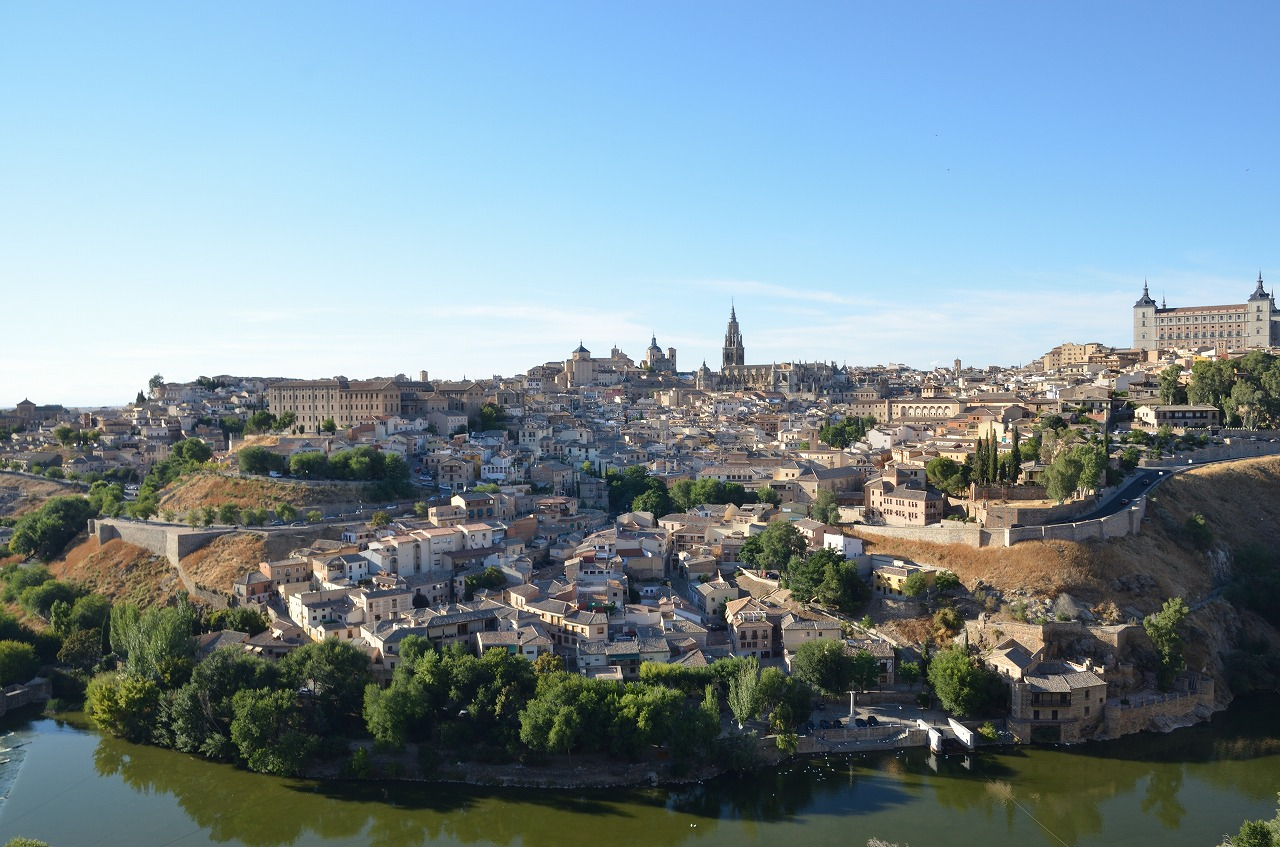
ツアーバスの車上から撮影したトレド
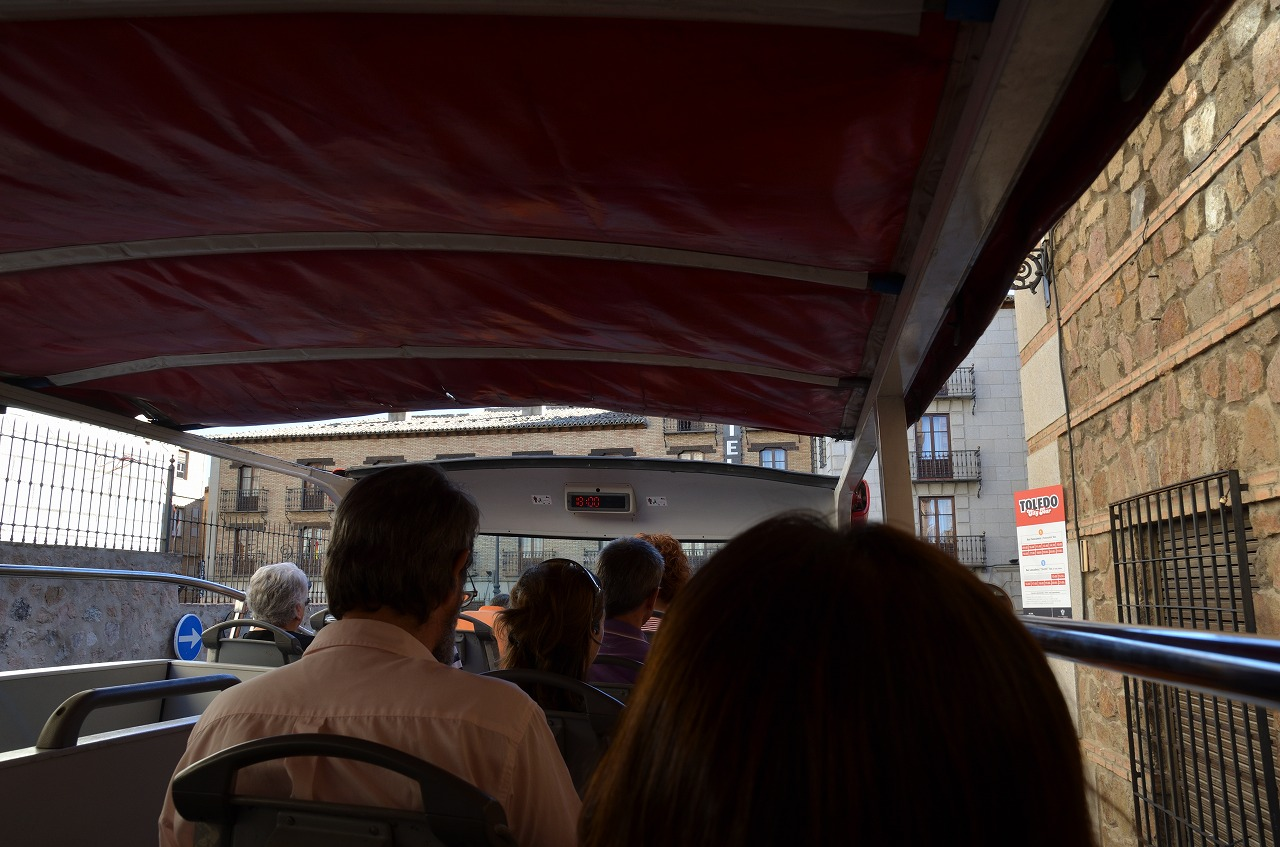
ツアーバス車内の様子
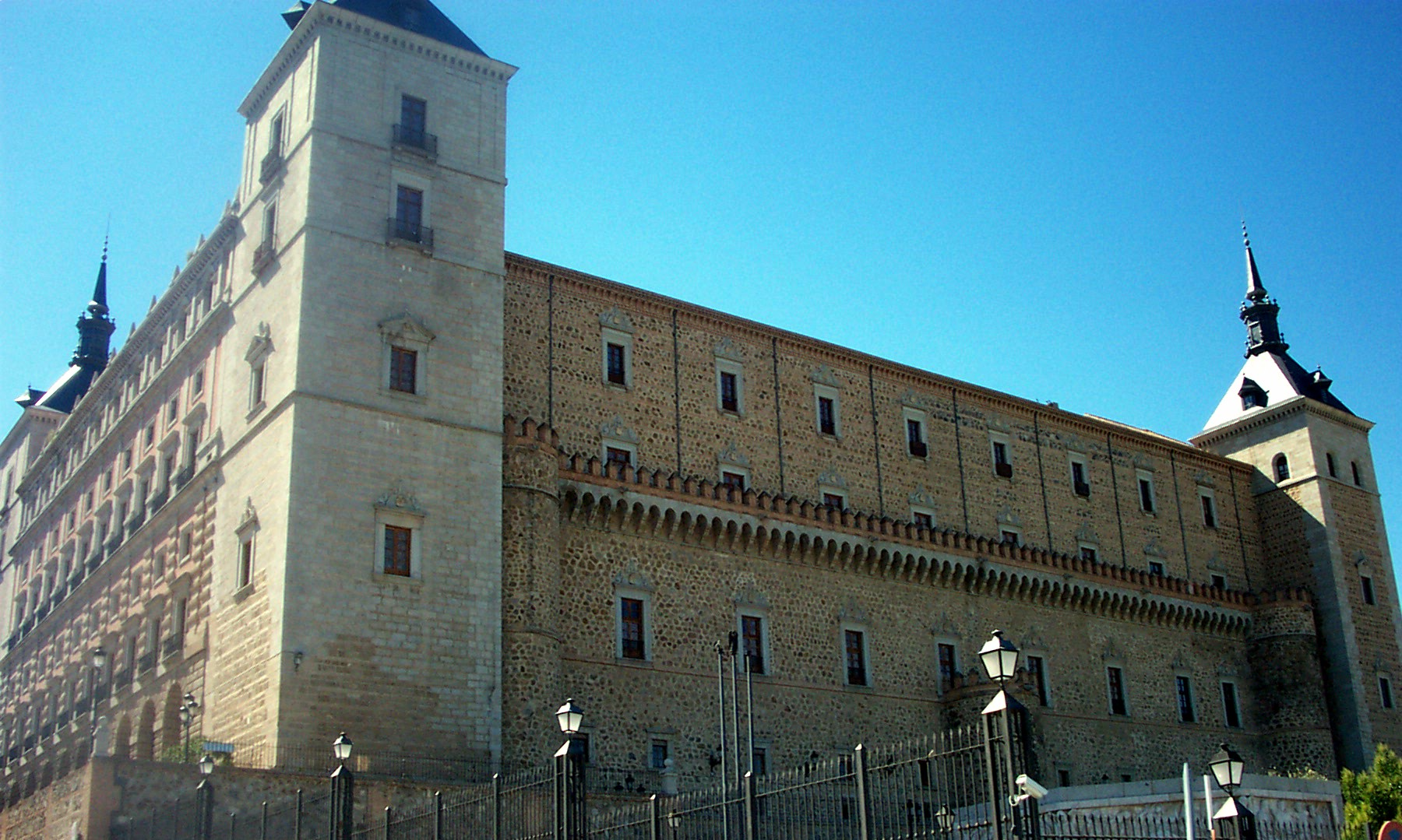
アルカサル

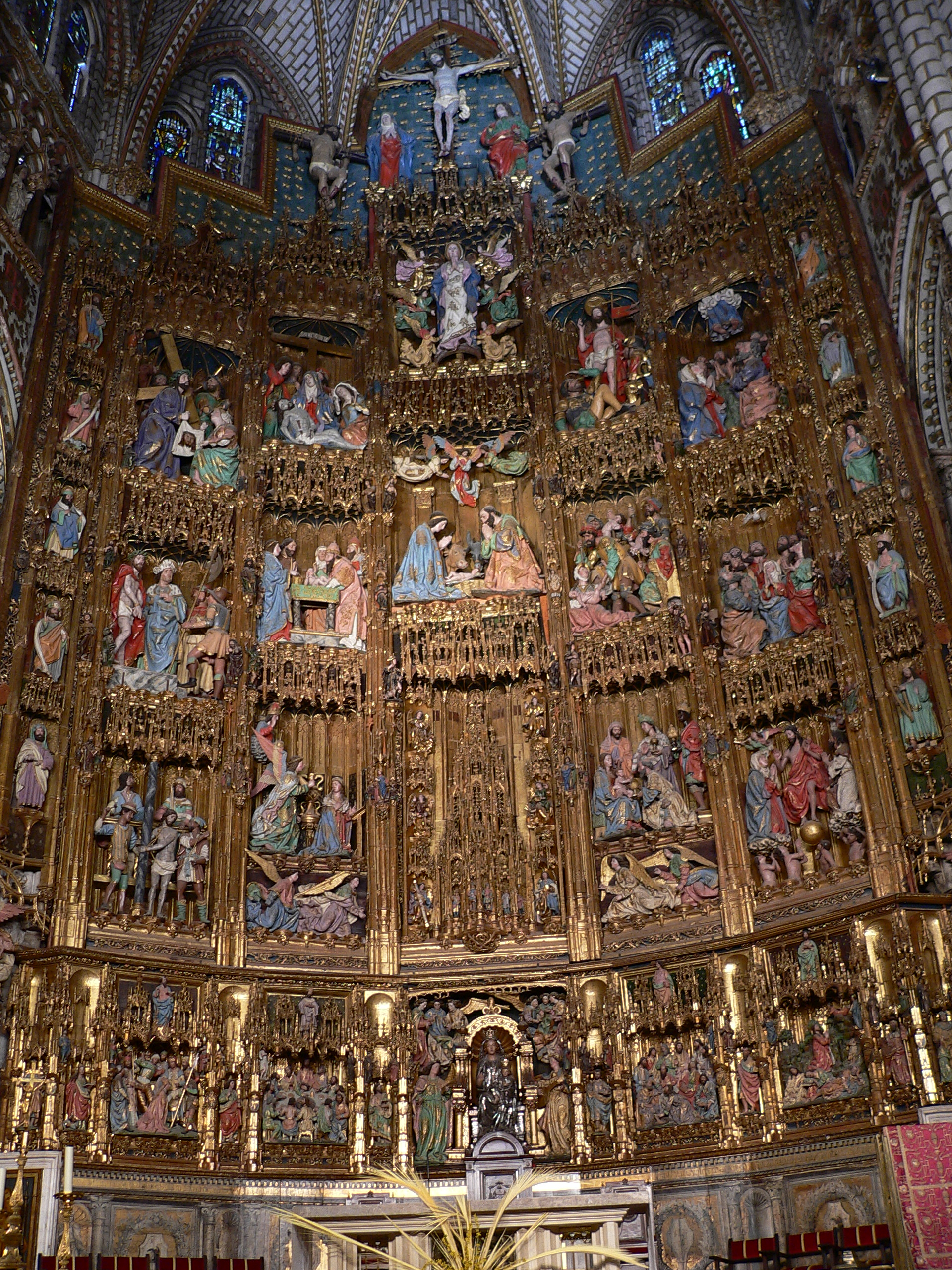
トレド大聖堂の祭壇
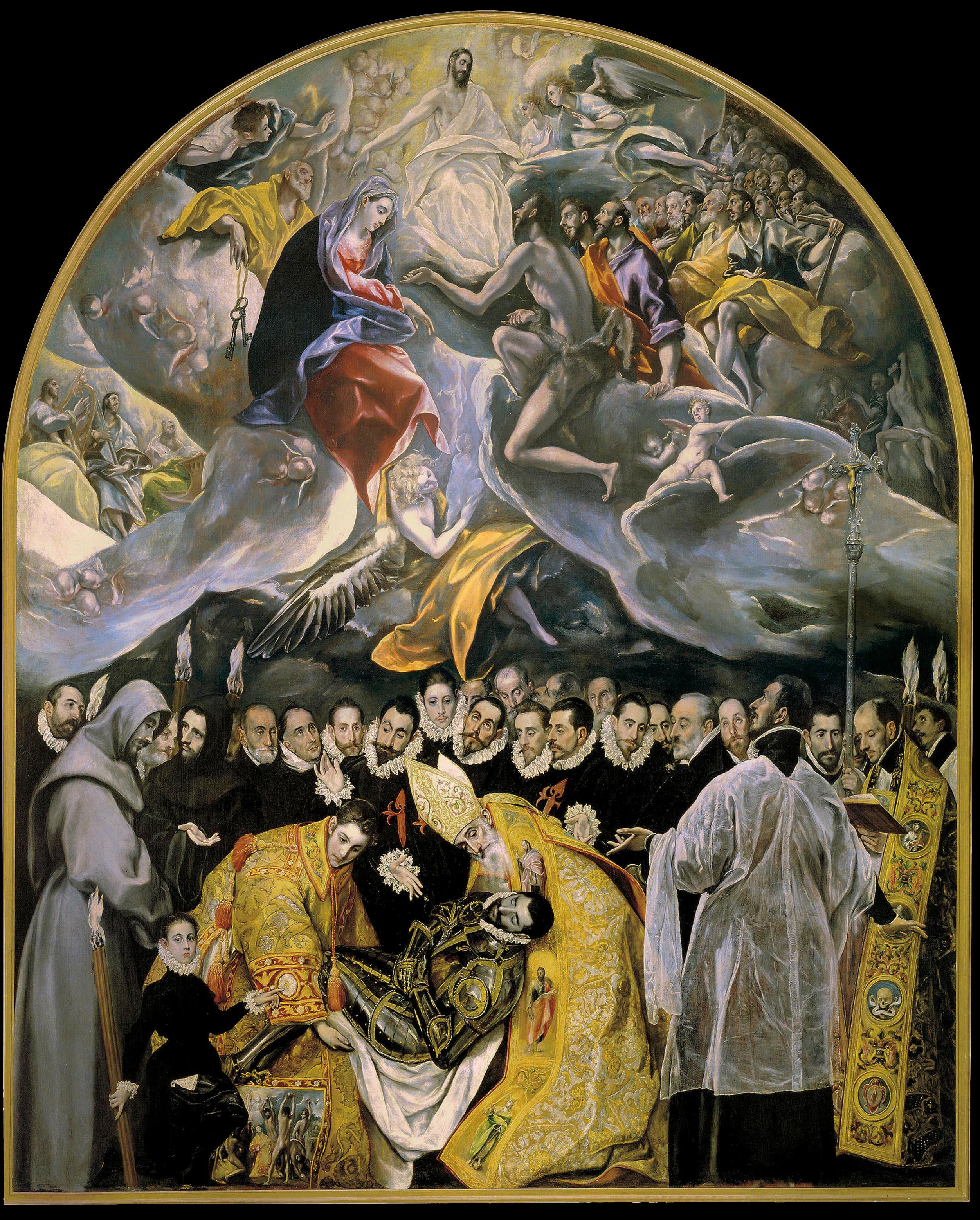
サント・トメ教会にあるエル・グレコの『オルガス伯の埋葬』
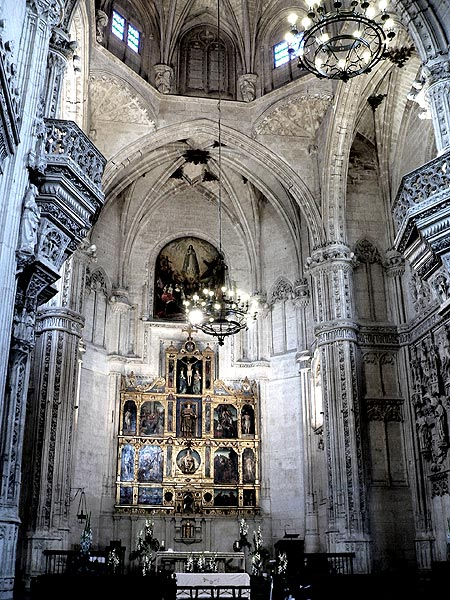
サン・フアン・デ・ロス・レイエス教会
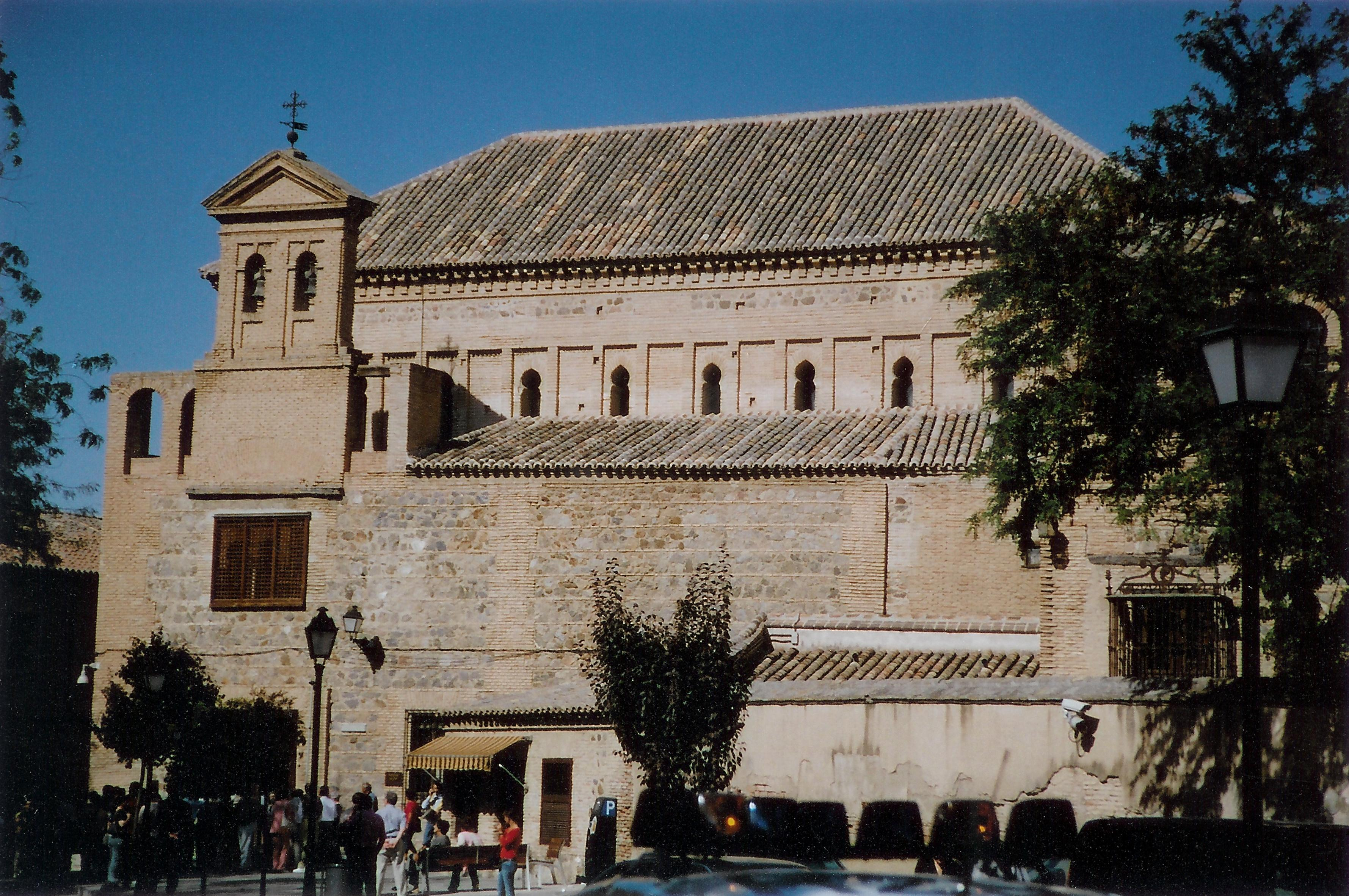
トランシト教会
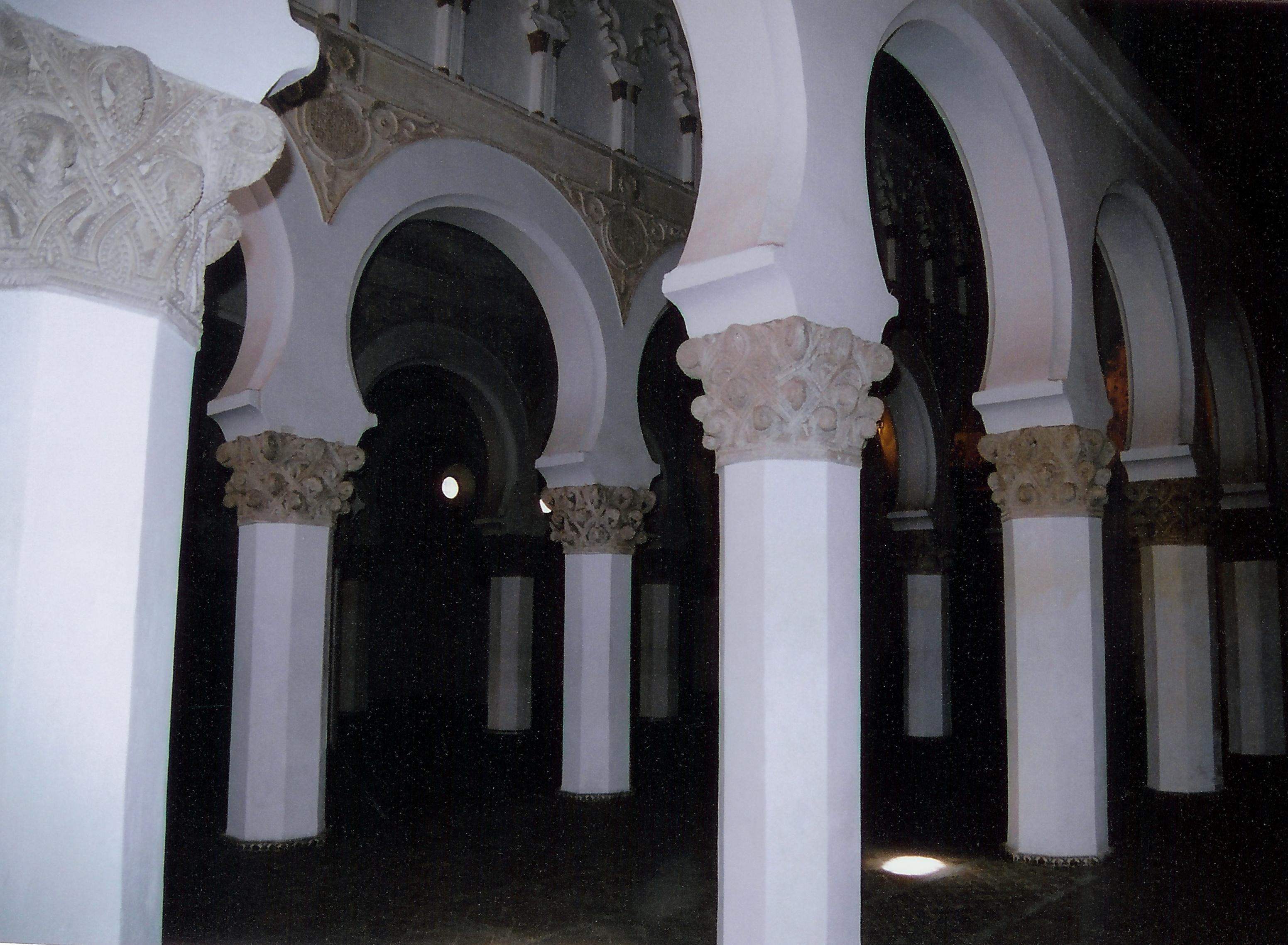
サンタ・マリア・ラ・ブランカ教会

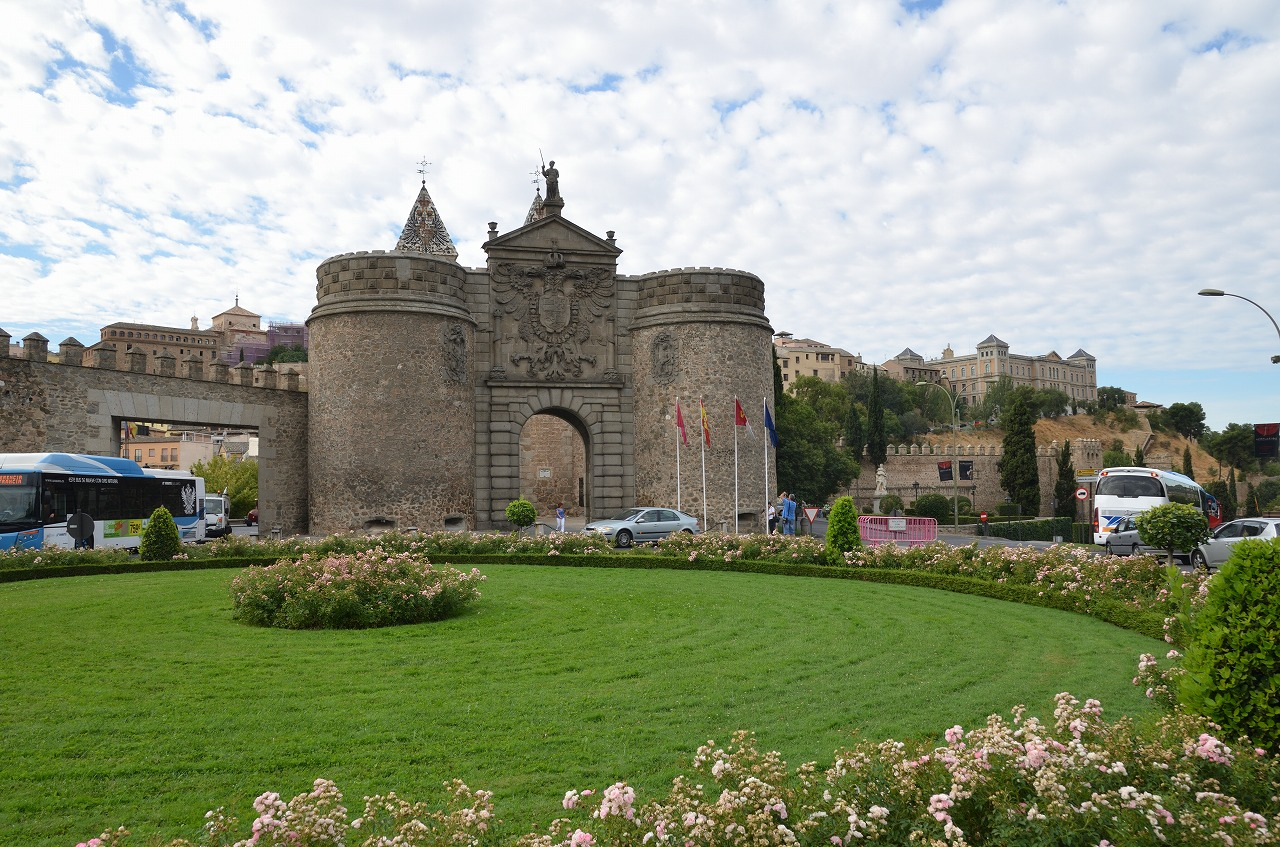
ビサグラ新門
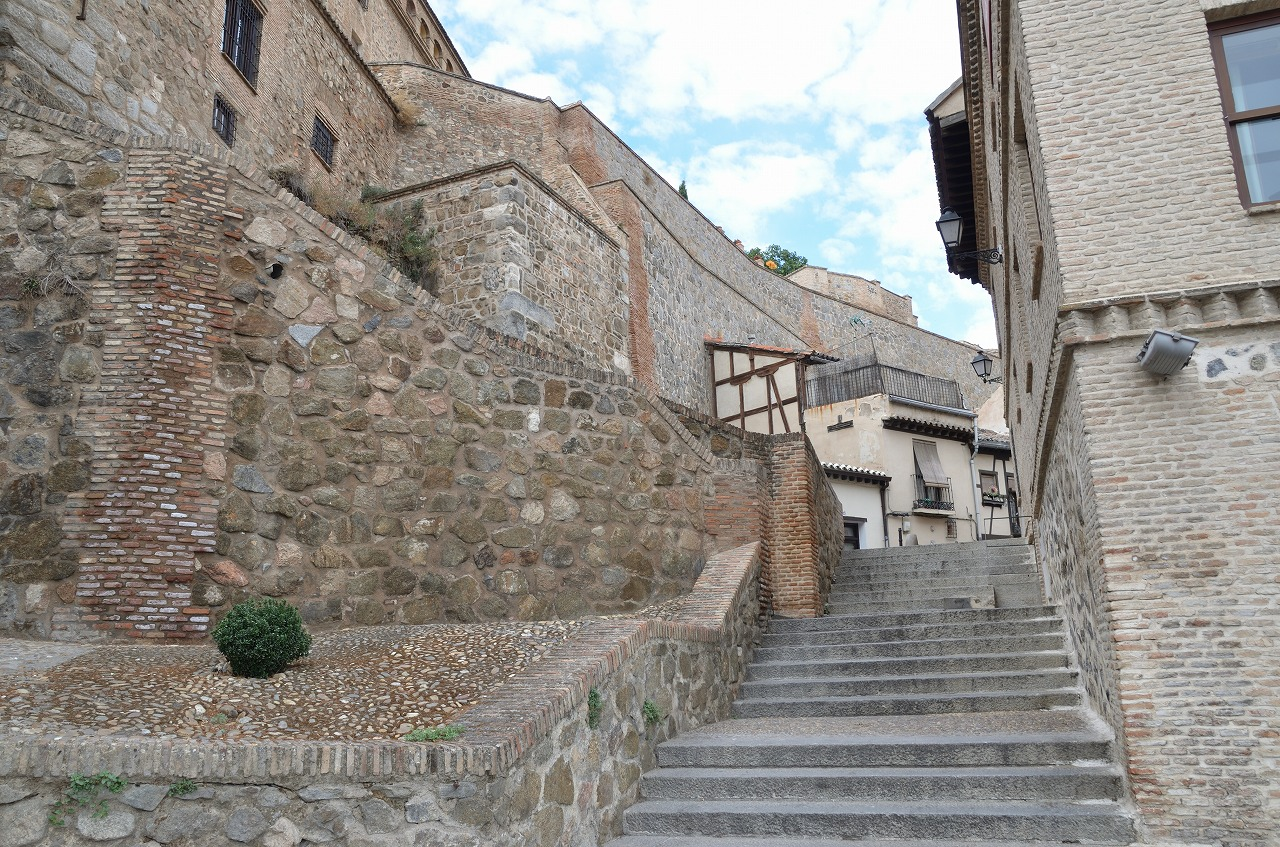
丘陵地に位置する古都で、都市内部は小径、階段が多い。
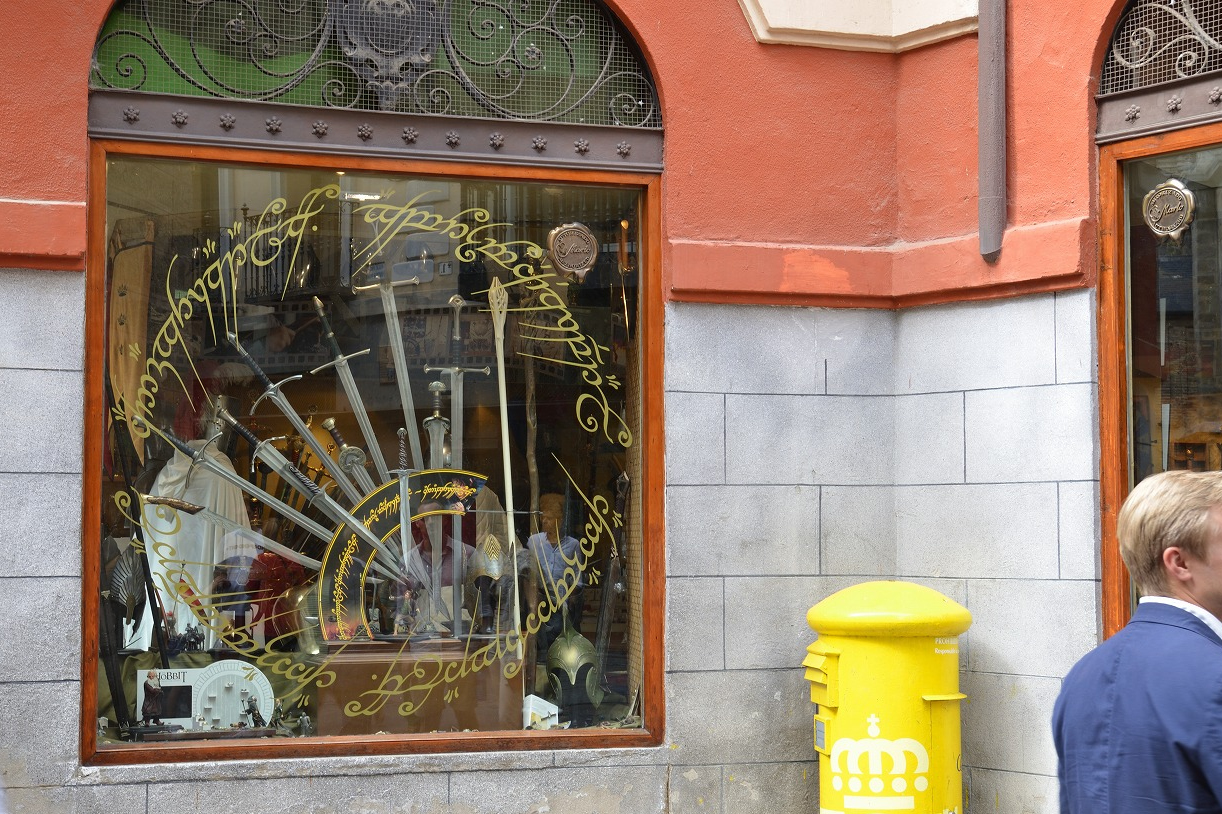
特産品のナイフを扱う店が多く並ぶ。
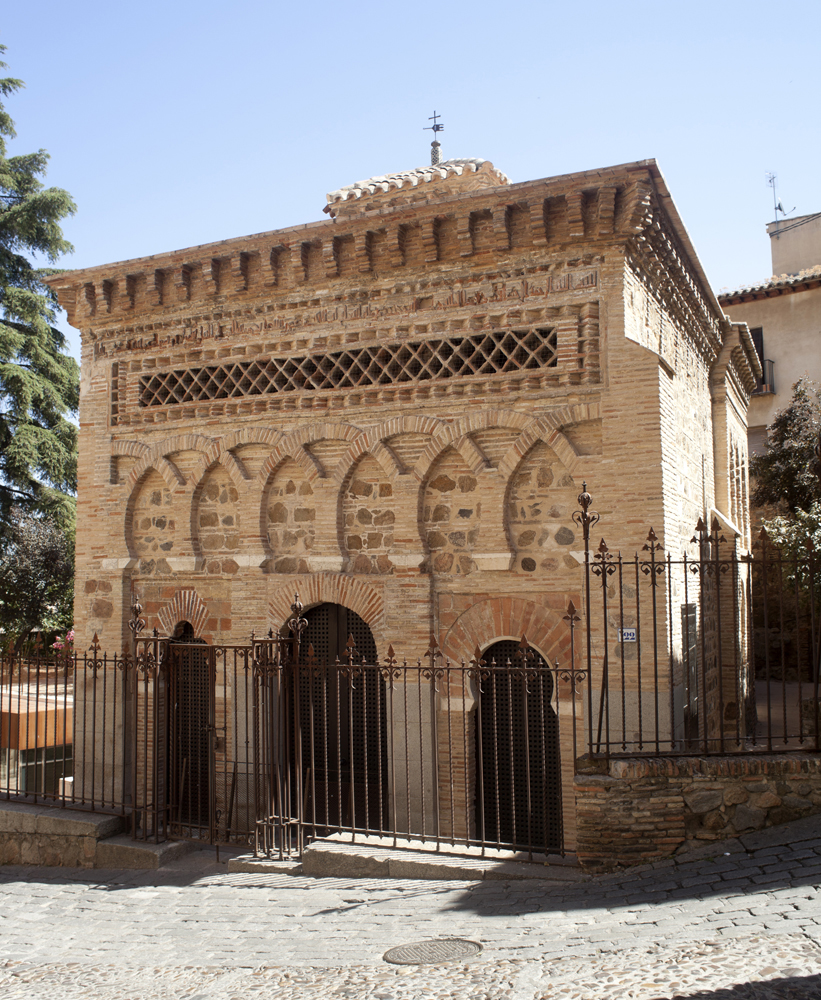
クリスト・デ・ラ・ルス
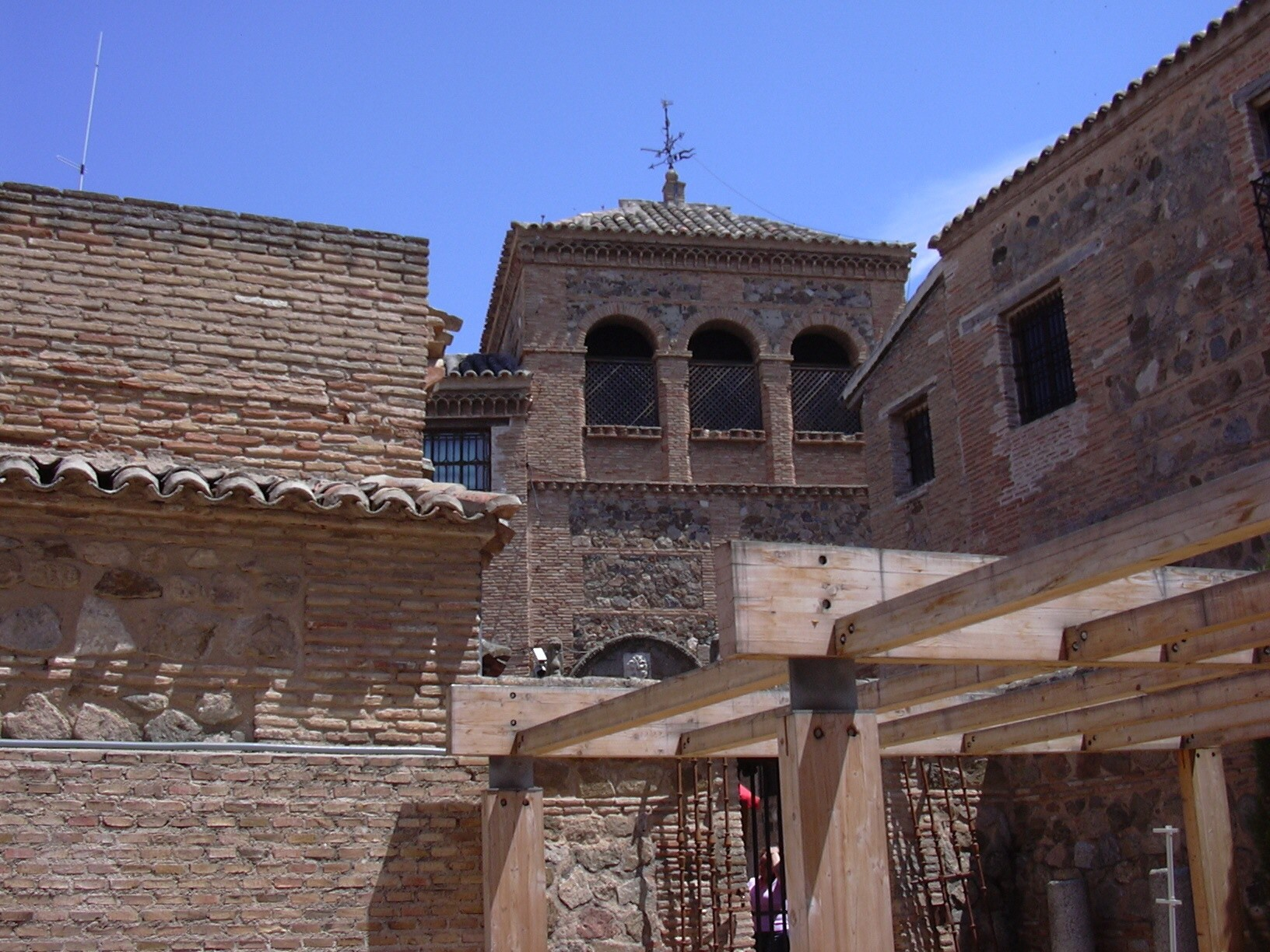
エル・グレコの家